# Here Without You
«Here Without You» (en español: «Aquí sin tí») es una power ballad escrita por el vocalista y líder de la banda Brad Arnold, coescrita por el bajista Todd Harrell, los guitarristas Chris Henderson y Matt Roberts y producida por Rick Parashar e interpretada por la banda estadounidense de rock alternativo 3 Doors Down, Fue publicado por las empresas discográficas Republic Records e Universal Records el 30 de junio de 2003 como el tercer sencillo de su segundo álbum de estudio Away from the Sun (2002). Alcanzó el puesto número cinco en el Billboard Hot 100 en la semana que finalizó el 8 de noviembre de 2003. Sólo sus canciones "Kryptonite" y "When I'm Gone" alcanzaron los puestos más altos en la gráfica, alcanzando el puesto #3 y #4 respectivamente.
La canción creció en popularidad tras el inicio de la guerra de Irak, y se convirtió en un himno para las tropas desplegadas y sus familias y amigos en el país.

## Letra
Brad Arnold afirma que la principal fuente de inspiración para esta canción era su ahora exesposa. La canción es acerca de estar lejos de alguien y falta de ellos, y no se trata de cuánto tiempo haya pasado, se trata de la soledad que viene con falta alguien. Se trata también de un estado de paz que viene al soñar con el ser querido.

## Lista de canciones
US version
1. «Here Without You» (Radio Edit) - 3:58
2. «Here Without You» (Álbum versión) - 3:58

UK version
1. «Here Without You» (Álbum versión) - 3:58
2. «The Road I'm On» - 3:59

UK version enhanced
1. «Here Without You» (Álbum versión) - 3:58
2. «Here Without You» (En vivo) - 4:13
3. «It's Not Me» (En vivo) - 3:50
4. «Here Without You» (Enhanced Video)

## Posicionamiento en listas y certificaciones
| Lista (2003-2004)                   | Posiciones |
| ----------------------------------- | ---------- |
| Australian Singles Chart            | 2          |
| Dutch Singles Chart                 | 12         |
| German Singles Chart                | 23         |
| New Zealand Singles Chart           | 10         |
| Swiss Singles Chart                 | 61         |
| UK Singles Chart                    | 77         |
| US Billboard Hot 100                | 5          |
| US Billboard Adult Contemporary     | 14         |
| US Billboard Adult Top 40           | 1          |
| US Billboard Mainstream Top 40      | 1          |
| US Billboard Mainstream Rock Tracks | 14         |
| US Billboard Modern Rock Tracks     | 22         |

| País          | Certificaciones |
| ------------- | --------------- |
| United States | 2× Platinum     |

## Apariciones
- WWE utilizó la canción en un homenaje a Eddie Guerrero cuando murió de un ataque al corazón en noviembre de 2005.
- La canción aparece en el videojuego Rock Band 3 como una pista descargable.
- La canción aparece en la película, Goal II: Living the Dream.
- La canción también fue utilizada en CSI: NY (temporada 7) en el episodio "To What End"